# KK Mladost SP
O Košarkaški klub Smederevska Palanka (em sérvio:  кошаркашки клуб Смедеревска Паланка), conhecido também apenas como Mladost SP, é um clube de basquetebol baseado em Smederevska Palanka, Sérvia que atualmente disputa a 1.MLS.

## Histórico de Temporadas
| Temporada | Nível | Liga  | Pos. | J     | PL | Resultado |
| --------- | ----- | ----- | ---- | ----- | -- | --------- |
| 2015-16   | 2     | 2.MLS | 11   | 10-16 |    |           |
| 2016-17   | 2     | 2.MLS | 8    | 12-14 |    |           |
| 2017-18   | 2     | 2.MLS | 3    | 20-6  |    |           |
| 2018-19   | 2     | 2.MLS | 3    | 18-8  |    |           |

fonte:eurobasket.com